# Rochetoirin
Rochetoirin là một xã thuộc tỉnh Isère trong vùng Rhône-Alpes đông nam nước Pháp. Xã này nằm ở khu vực có độ cao từ 302-487 mét trên mực nước biển. Theo điều tra dân số năm 1999 của INSEE có dân số là 863 người.
Sông Bourbre chảy theo hướng tây qua phía nam thị trấn.